# نقوش تاريات
توجد نقوش تاريات على لوحة تذكارية عُثر عليها في شمال نهر هويد تيرهاين، منطقة دولوون مود، مقاطعة أرخانجاي في منغوليا. (تم استخدام أسماء تيرخين وتيرهاين أيضًا). شُيدت اللوحة التذكارية بواسطة بايانشور خان إمبراطور خاقانية الأويغور في منتصف القرن الثامن (تبدو الفترة بين 753 و760 أنها أفضل تقدير).

## استخراجها
يعرف علماء الآثار بالفعل أن هذه اللوحة التذكارية موجودة. لأنه تم ذكرها في لوحة أخرى من لوحات الأيغور وجدت عام 1909، ولكن استغرق الأمر سبعة وأربعين عامًا للكشف عنها. وأخيرًا عثر عليها عالم الآثار المغولي تي دورزجن عام 1956. وتعرض المكتشفات اليوم في معهد الآثار المنغولي.

## الأويغور
حلت خاقانية الأويغور محل الخاقانية التركية في آسيا الوسطى عام 745. ومؤسسها هو كوتلاج الأول بيلج (745-747). وعلى عكس أسلافهم، كانوا حلفاء لـمملكة تانغ وفي الأيام الأولى للخاقانية دعم الخاقانات الإمبراطور الصيني ضد الجنرال المتمرد آن لوشان. وكانت واحدة من القوى الكبرى في آسيا. ومع ذلك، في عام 848 هُزموا على يد القرغيز واضطروا للانتقال غربًا إلى مقاطعتي غانسو وشينجيانغ (تسمى أيضًا تركستان الشرقية) في الصين الحديثة.

## اللوحة التذكارية
شُيدت اللوحة التذكارية على حجر على شكل سلحفاة. وهو مصنوع من الجرانيت الرمادي الفاتح. وهناك 30 سطرًا من النقوش المكتوبة على كل جانب من اللوحة. واللغة المستخدمة هي التركية القديمة والأبجدية هي أبجدية أورخون (الرونية التركية) والتي تم استخدامها أيضًا في آثار خوشو تسايدام الشهيرة لـبيلكه خاقان وأخوه كول تكين في الخاقانية التركية عام 732 و735  وكان الراوي بايانشور خان إمبراطور خاقانية الأويغور الذي حكم بين 747-759.

## الرواية
يسمي بايانشور خان نفسه باسم El etmish Bilge Kagan (مرسخ الدولة والحكيم). (ينبغي عدم الخلط بينه وبين خاقان بيلج من الخاقانية التركية الذي عاش في وقت سابق). ووفقًا للنقوش على الجانب الشرقي، أثناء الفترة الفاصلة بعد وفاة والده، توجب على بايانشور محاربة القبائل التي تدعم شقيقه الأكبر تاي بيلج توتوك. ومن بين هذه القبائل، يبدو التتار العدو الأكثر أهمية، فقد ورد ذكر أسمائهم عدة مرات. وعلى الجانب الآخر من اللوحة، كان هناك تاريخ موجز عن الخاقانية التركية. ومن الجدير بالذكر أن أسماء الخاقان بومين وإيستمي من الخاقانية التركية (الذين حكموا تقريبًا منذ 200 عام) تم أيضًا ذكر أسمائهم على النقوش. وهذا قد يعني أن تحول السلطة من الخاقانية التركية إلى خاقانية الأويغور (التي لا يمكن قراءتها لغويًا) كان انقلابًا.